# Phyllachora sintenisii
Phyllachora sintenisii är en svampart som beskrevs av Petr. & Cif. 1932. Phyllachora sintenisii ingår i släktet Phyllachora och familjen Phyllachoraceae.   Inga underarter finns listade i Catalogue of Life.